# Prix Montucla
Le prix Montucla est une distinction en histoire des mathématiques décernée par la Commission internationale d'histoire des mathématiques (ICHM) à un jeune auteur dont l'article est publié dans la revue Historia Mathematica.

## Histoire
Le prix a été créé en 2009 et il est nommé en l'honneur du mathématicien français Jean-Étienne Montucla (1725-1799), auteur d’une Histoire des mathématiques. Depuis, le prix est décerné tous les quatre ans, lors du congrès de l'ICHM. 

## Lauréats
La dernière remise du prix a eu lieu en 2021 à l'occasion du 26ème Congrès international d'histoire des sciences qui se déroule à Prague, en République tchèque.
- 2021 : François Lê (Université Claude Bernard Lyon 1, France), pour son article « Are the genre and the Geschlecht one and the same number?’ An inquiry into Alfred Clebsch’s Geschlecht » (Historia Mathematica 53 71–107, 2020)[2] et Brigitte Stenhouse (The Open University, Royaume-Uni), pour son article « Mary Somerville’s early contributions to the circulation of differential calculus » (Historia Mathematica 51 1–25, 2020)[3]
- 2017 : Jemma Lorenat, pour son article « Figures real, imagined and missing in Poncelet, and Gergonne » (Historia Mathematica 42.2, 2015)[4]
- 2013 : Sébastien Maronne, pour son article « The ovals in the Excerpta Mathematica and the origins of Descartes' method of normals » (Historia Mathematica 37.3, 2010)[5]
- 2009 : Henrik Kragh Sørensen (Université d'Aarhus, Danemark), pour son article « Exceptions and counterexamples: understanding Abel’s comment on Cauchy’s Theorem » (Historia Mathematica 32.4, 2005)[6].